# Beah Richards
Beah Richards, pseudonimo di Beulah Elizabeth Richardson (Vicksburg, 12 luglio 1920 – Vicksburg, 14 settembre 2000), è stata un'attrice e drammaturga statunitense.

## Biografia
Dopo aver lasciato la nativa Vicksburg nel 1950, debuttò a Broadway nel 1955. Prolifica attrice di televisione, teatro e cinema, fu anche poetessa e drammaturga: nelle sue produzioni si affrontavano soprattutto i temi delle leggi razziali e delle condizioni degli afroamericani. 
Ottenne la candidatura ai Premi Oscar 1968 come miglior attrice non protagonista e anche ai Golden Globe 1968 nella stessa categoria per la sua interpretazione in Indovina chi viene a cena?. Collaborò tra l'altro con Ossie Davis e Lillian Hellman. Per due volte vinse l'Emmy Awards: nel 1988 e nel 2000, a pochi giorni dalla morte.

## Filmografia

### Cinema
- The Mugger, regia di William Berke (1958)
- L'orma del gigante (Take a Giant Step), regia di Philip Leacock (1959)
- Gone Are the Days!, regia di Nicholas Webster (1963)
- E venne la notte (Hurry Sundown), regia di Otto Preminger (1967)
- La calda notte dell'ispettore Tibbs (In the Heat of the Night), regia di Norman Jewison (1967)
- Indovina chi viene a cena? (Guess Who's Coming to Dinner), regia di Stanley Kramer (1967)
- Per salire più in basso (The Great White Hope), regia di Martin Ritt (1970)
- Perdipiù il segugio fannullone (The Biscuit Eater), regia di Vincent McEveety (1972)
- Mahogany, regia di Berry Gordy (1975)
- Inside Out, regia di Robert Taicher (1986)
- Bel colpo, amico! (Big Shots), regia di Robert Mandel (1987)
- Homer & Eddie (Homer and Eddie), regia di Andrej Končalovskij (1989)
- Drugstore Cowboy, regia di Gus Van Sant (1989)
- Beloved, regia di Jonathan Demme (1998)

### Televisione
- La grande vallata (The Big Valley) – serie TV, episodi 1x03-2x01 (1965-1966)
- Le spie (I Spy) – serie TV, episodio 2x28 (1967)
- Autostop per il cielo (Highway to Heaven) – serie TV, episodio 1x17 (1985)
- Quando l'estate muore (As Summers Die), regia di Jean-Claude Tramont – film TV (1986)
- La signora in giallo (Murder, She Wrote) – serie TV, episodi 4x15-8x06 (1988-1991)

## Riconoscimenti
- Premio Oscar
  - 1968 – Candidatura alla miglior attrice non protagonista per Indovina chi viene a cena?
- Golden Globe
  - 1968 – Candidatura alla miglior attrice non protagonista in un film drammatico per Indovina chi viene a cena?
- Emmy Award
  - 1988 – Candidatura al miglior guest star per Frank's Place
  - 2000 – Miglior guest star in una serie TV per The Practice
- Pan African Film Festival
  - 2000 – Premio alla carriera
- NAACP
  - 1970 – Miglior attrice non protagonista per The Great White Hope
  - 1999 – Candidatura alla miglior attrice co-protagonista per  Beloved
  - 2001 – Candidatura alla miglior attrice non protagonista in una serie TV drammatica per The Practice

## Doppiatrici italiane
- Dhia Cristiani in Indovina chi viene a cena?
- Maria Teresa Martino in Radici - Le nuove generazioni (Cynthia da adulta)
- Alida Cappellini in Radici - Le nuove generazioni (Cynthia da anziana)
- Wanda Tettoni in Capitol
- Francesca Palopoli in Zona pericolo
- Gabriella Genta ne La bella e la bestia
- Serena Michelotti ne La signora in giallo (ep. 4x15)
- Flora Carosello ne La signora in giallo (ep. 8x06)